# Tribeca Film Festival
The TriBeCa Film Festival er en filmfestival grundlagt af Jane Rosenthal og Robert De Niro i 2002. Anledningen var et ønske om at mindes ofrene efter terrorangrebet mod World Trade Center den 11 september 2001.
Under festivalens relativt korte eksistens har et par svenske film modtaget prisen for bedste film. Lad den rette komme ind fik prisen i 2008 og filmen Abepigerne fik prisen for bedste film ved festivalen 2011.

## Best Narrative Feature (Bedste film)
- 2022 - January, instrueret af Viestur Kairish
- 2021 – Brighton 4th, instrueret af Levan Koguashvili
- 2020 – The Hater, instrueret af Jan Komasa
- 2019 – Scheme Birds, instrueret af Ellen Fiske og Ellinor Hallin
- 2017 – Son of Sofia (O Gios tis Sofias), instrueret af Elina Psykou

- 2016 – Junction 48, instrueret af Udi Aloni
- 2015 – Virgin Mountain, instrueret af Dagur Kári
- 2014 – Zero Motivation, instrueret af Talya Lavie[2]
- 2013 – The Rocket,[3] instrueret af Kim Mordaunt
- 2012 – War Witch, instrueret af Kim Nguyen
- 2011 – Abepigerne, instrueret af Lisa Aschan
- 2010 – When We Leave, instrueret af Feo Aladag
- 2009 – About Elly, instrueret af Asghar Farhadi
- 2008 – Lad den rette komme ind, instrueret af Tomas Alfredson
- 2007 – My Father My Lord, instrueret af David Volach
- 2006 – Iluminados por el fuego, instrueret af Tristán Bauer
- 2005 – Stolen Life, instrueret af Li Shaohong
- 2004 – Green Hat, instrueret af Liu Fendou
- 2003 – Blind Shaft, instrueret af Li Yang
- 2002 – Roger Dodger, instrueret af Dylan Kidd

## Eksterne links
- - www.tribecafilmfestival.org (engelsk)

40°43′N 74°01′V / 40.72°N 74.01°V